# Boys On Film 21: Beautiful Secret
Boys On Film 21: Beautiful Secret è un film antologico del 2021.
Ventunesimo film della serie Boys On Film; come tutti i film precedenti è composto da cortometraggi di nazionalità diverse.

## Trama
Film ad episodi.
In Memoirs of a Geeza, ci viene narrata la vita di un uomo della classe operaia dall'infanzia fino ai giorni nostri.
In We Are Dancers, nella Germania del 1933 l'attore di cabaret Hansi Sturm è combattuto se fuggire con i suoi amici queer più giovani o restare e combattere la nascente dittatura nazista.
In Mon père travaille de nuit, il quattordicenne Felix inizia una relazione con un ragazzo più grande e spera di essere scoperto dal padre conservatore per aver così modo di affrontarlo.
In L'homme jetée, una nave mercantile è costretta ad attraccare per alcuni giorni. Mentre l'equipaggio ne approfitta per cercare nuovi membri, uno di loro, Giuseppe, sembra essersi stancato del lavoro. Intanto Theo cerca di farsi accettare dall'equipaggio per poter partire con Giuseppe.
In My Sweet Prince, innamoratosi del fidanzato del suo migliore amico, il quindicenne Tommy cerca, tramite internet, di dare un senso alle sue giornate sull'Isola di Wight.
In Dungarees, un adolescente transgender e uno cisgender trascorrono il loro tempo insieme.
In Clothes & Blow, il doppiatore Daniel trascorre la sua vita a Londra incontrando persone conosciute su Grindr. Quando sua madre viene a trovarlo dagli Stati Uniti, il giovane è costretto a mettere in discussione la propria vita.
In Un baiat normal, ad una festa dove si è ubriacato Daniel trova l'amore della sua vita.
In Pretty Boy, con il sostegno del suo partner e di sua sorella, l'adolescente Kevin impara ad accettarsi per quello che è ed impara che non tutti nella sua vita lo accetteranno per quello che è, soprattutto sua madre.